# Laguna del Arquillo
La laguna del Arquillo, reconocida como monumento natural de la comunidad autónoma de Castilla-La Mancha (España), cuenta con una superficie de 522 hectáreas y con una superficie periférica de 3757 hectáreas, lo que hace que sea objeto de especial atención. 

## Situación
Está situada en el término municipal de Masegoso, en la provincia de Albacete, en la sierra de Alcaraz. Su aislada situación le proporciona singularidad, encuadrada dentro de la Ruta de Don Quijote. Se puede acceder a ella por la carretera de Masegoso, o bien pasando por Los Chospes.

## Flora
La laguna domina el paisaje, desde donde se puede disfrutar de sus apacibles aguas, cuyo color va cambiando de blanquecino a azul conforme transcurre el día. La vegetación que coloniza la laguna posee un elevado interés botánico, tanto de la vegetación acuática como de la marginal. Las espigas de agua y los nenúfares flotando en la lámina de agua añaden belleza al complejo natural de la laguna, y a su vez, dan alojamiento a la Rana de San Antonio y al Galápago leproso. Las gramíneas y las praderas juncales rodean sus márgenes, todo esto hace que sea ideal para practicar la pesca o la natación o degustar una merienda. Los más ancianos del lugar decían que ésta era una laguna sin fondo. Su agua es de gran calidad.

## Patrimonio
Existen unas cuevas situadas en este paraje natural, alejadas varios kilómetros a la redonda de cualquier vivienda artificial; son abiertas debido a que las condiciones climáticas, la dejadez humana y el deterioro natural del pasar de los años, han hecho que sus frágiles paredes de adobes y piedras se rindan a los pies de esta laguna. En ellas se han encontrado pinturas rupestres. Estas cuevas están situadas en una zona estratégica debido a que a unos 40 o 50 metros tienen el humedal, importante fuente de recursos por su pesca, vegetación y fauna de alrededor.